# Eucalyptus miniata

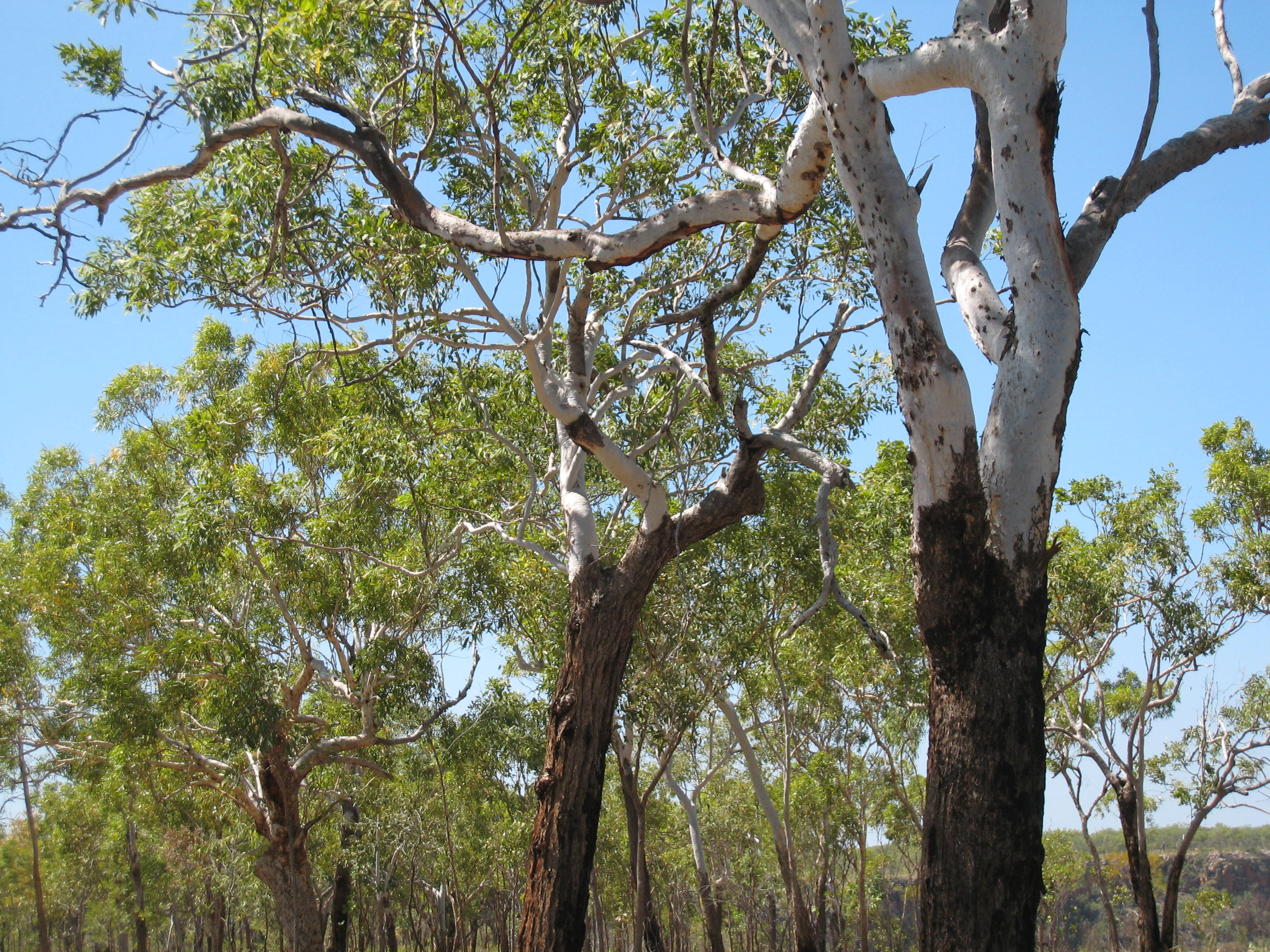
Eucalyptus miniata

El "Darwin woollybutt" (Eucalyptus miniata) es un eucalipto nativo de la franja norte de Australia desde el Cabo de York en el norte de Queensland, todo el Northern Territory, hasta la región de Kimberley en el norte de Australia Occidental. 

## Descripción
Es un árbol de tamaño mediano que puede alcanzar los 15 a 25 m de altura. Su corteza es blanda y fisurada, de colores gris a rojizo. Las hojas juveniles de color verde -amarronadas miden 3–6 cm de largo por 2–3 cm y son de forma elíptica, mientras que las hojas adultas miden 7.5–15 cm por 2.5–5 cm y son lanceoladas o falcadas y de color verde claro. La floración tiene lugar desde mayo a septiembre, y las flores de color naranja o escarlata miden 3.5 cm de diámetro. Las cacatúas colirrojas que habitan en el norte de Australia se alimentan del Darwin woolybutt.

## Taxonomía
Eucalyptus miniata fue descrita por A.Cunn. ex Schauer y publicado en Repertorium Botanices Systematicae. 2(5): 925. 1843.
Etimología
Eucalyptus: nombre genérico que proviene del griego antiguo: eû = "bien, justamente" y kalyptós = "cubierto, que recubre". En Eucalyptus L'Hér., los pétalos, soldados entre sí y a veces también con los sépalos, forman parte del opérculo, perfectamente ajustado al hipanto, que se desprende a la hora de la floración.
miniata: epíteto latíno que significa "de color bermellón".
Sinonimia
- Eucalyptus aurantiaca F.Muell.	[4]